# Rasteira trançada
 (décembre 2022).
Si vous disposez d'ouvrages ou d'articles de référence ou si vous connaissez des sites web de qualité traitant du thème abordé ici, merci de compléter l'article en donnant les références utiles à sa vérifiabilité et en les liant à la section « Notes et références ».
La Rasteira trançada (litt. "balayage tressé", en portugais), est une technique de balayage en capoeira semblable à la rasteira de letra, sauf qu'on ne croise pas directement les jambes. Il faut avancer la jambe directement vers le pied visé, le stopper là, et continuer la rotation du buste autour de la jambe d'appui avant de tirer pour déséquilibrer l'adversaire. Pendant la rotation, le pied qui effectue le balayage doit donc passer de l'autre côté.
On utilise peu cette technique, mais il y a certains contextes dans lesquels elle peut être utile.
- Par exemple : l'adversaire entame un coup de pied avec la jambe droite, on avance alors la jambe gauche pour effectuer une rasteira em pé sur son appui (le pied gauche). Contre toute attente, il modifie son mouvement et, en redéposant sa jambe droite, il fait plutôt un coup de pied de la jambe gauche. À ce moment, la rasteira est déjà "partie" donc, pour éviter de se prendre un contre de face, on poursuit l'élan pour tourner le dos à son attaque tout en maintenant la jambe devant, et on place le pied qui devait faire la rasteira derrière son pied droit, avant de terminer la rasteira en tirant.